# Vila Bahovec
Vila Bahovec (tudi Bahovčeva vila) je bila modernistična vila na Erjavčevi cesti 11 (Ljubljana) v neposredni bližini Cankarjevega doma.
Ime je dobila po graditelju in prvem lastniku, ljubljanskem lekarnarju Leonu Bahovcu (1896–1972).

## Zgodovina
Bahovec je dal hišo zgraditi leta 1935 na podlagi načrtov arhitekta Jožeta Mesarja. Imela je dve nadstropji, trinivojsko teraso, velik vrt z bazenom in vodnjakom. V visokem pritličju in nadstropju so bili bivalni, v kleti in drugem nadstropju lekarniški prostori. Zgradbo je zasnoval Mesar, notranjost pa Edo Mihevc (na podlagi predlogov Leonove žene Lidije). Vrt je zasnovala arhitektka Katarina Grasselli. Na vrtu je bil vodnjak (fontana) z reliefno upodobljenimi štirimi letnimi časi; izdelal ga je kipar Giuseppe Milani. Med pomembnejšimi vidiki vile je bila vključenost drevesa v arhitekturo: Mesar je pustil rasti skozi vhodni nadstrešek brezo.
Leta 1947 so vilo nacionalizirali in jo predali Ivanu Mačku – Matiji; ta je v njej živel do leta 1982. Ko so v neposredni bližini zgradili Cankarjev dom, je dal Maček vilo in brezo leta 1982 podreti. Iz vile je odstranil štiri reliefe in jih preselil v novozgrajeno vilo na Snežniški ulici.
Leta 1995 so novi lastniki Mačkove vile na Snežniški ulici (Veleposlaništvo Italije v Sloveniji) vrnili reliefe Bahovčevim dedičem.